# Riche (Mosela)
Riche é uma comuna francesa na região administrativa de Grande Leste, no departamento de Moselle. Estende-se por uma área de 6,34 km². Em 2010 a comuna tinha 190 habitantes (densidade: 30 hab./km²).